# Tramwaje w Groznym
Tramwaje w Groznym − zlikwidowany system komunikacji tramwajowej w rosyjskim mieście Grozny w Czeczenii działający w latach 1932–1994.

## Historia
Tramwaje w Groznym uruchomiono 5 listopada 1932 na trasie o długości 14 km wraz z zajezdnią tramwajową nr 1. W latach 1959−1960 zbudowano trasę od pl. Минутка do ul. Новые Алды. W 1973 otwarto drugą zajezdnię nr 2, przy ulicy Индустриальной. Nowa zajezdnia mogła pomieścić do 100 wagonów. W 1979 wydłużono linię w ul. Жуковского do Консервного завода. Ruch tramwajowy odbywał się nieregularnie od 1992, aż w końcu, w październiku 1993, został całkowicie wstrzymany i nie został wznowiony. Ruch tramwajów został wstrzymany z powodu zniszczonej infrastruktury w czasie I i II wojnie czeczeńskiej. 

## Tabor
W 1969 przybyły do miasta pierwsze tramwaje typu KTM-5. W wyniku dostaw nowych KTM-5 w 1971 wycofano z eksploatacji tramwaje KTM/KTP-1. W 1975 wycofano z eksploatacji ostatnie tramwaje KTM/KTP-2. W 1980 przybył pierwszy tramwaj Tatra T3SU. W 1993 w Groznym były 84 wagony. 